# Culicoides pulchripennis
Culicoides pulchripennis är en tvåvingeart som beskrevs av John William Scott Macfie 1939. Culicoides pulchripennis ingår i släktet Culicoides och familjen svidknott. Inga underarter finns listade i Catalogue of Life.